# Christopher Rouse (filmmonteur)
Christopher Russell Rouse (Los Angeles 28 november 1958) is een Amerikaans filmmonteur (editor). Rouse won een Oscar voor beste montage, een BAFTA Award voor beste montage en een Eddie Award voor de film The Bourne Ultimatum uit 2007.
Rouse werd geboren en getogen in Los Angeles. Hij is de zoon van filmregisseur en schrijver Russell Rouse en actrice Beverly Michaels. In de jaren tachtig werkte Rouse als assistent-editor aan tal van films, waaronder Above the Law uit 1988. Zijn eerste film als editor was Desperate Hours uit 1990 van regisseur Michael Cimino. Rouse heeft het meest een samenwerking gehad met regisseur Paul Greengrass, waarvan The Bourne Supremacy uit 2004 hun eerste samenwerking was. Rouse is lid van de American Cinema Editors.

## Filmografie
Exclusief korte films.
| Jaar | Titel                              | Opmerkingen          |
| ---- | ---------------------------------- | -------------------- |
| 1990 | Desperate Hours                    |                      |
| 1991 | Past Midnight                      |                      |
| 1994 | Dangerous Touch                    |                      |
| 1994 | Teresa's Tattoo                    |                      |
| 1994 | Breach of Conduct                  | Televisiefilm        |
| 1995 | Nothing Personal                   |                      |
| 1995 | The Wharf Rat                      | Televisiefilm        |
| 1995 | Tails You Live, Heads You're Dead  | Televisiefilm        |
| 1997 | Dead Men Can't Dance               |                      |
| 1998 | From the Earth to the Moon         | Miniserie            |
| 1999 | Aftershock: Earthquake in New York | Tweedelige miniserie |
| 2000 | Sole Survivor                      | Televisiefilm        |
| 2001 | A Girl Thing                       | Televisiefilm        |
| 2001 | Anne Frank: The Whole Story        | Tweedelige miniserie |
| 2002 | Boomtown                           | Televisieserie       |
| 2002 | The Pennsylvania Miners' Story     | Televisiefilm        |
| 2003 | The Italian Job                    |                      |
| 2003 | Paycheck                           |                      |
| 2004 | The Bourne Supremacy               |                      |
| 2006 | Eight Below                        |                      |
| 2006 | United 93                          |                      |
| 2007 | The Bourne Ultimatum               |                      |
| 2010 | Green Zone                         |                      |
| 2013 | Captain Phillips                   |                      |
| 2016 | Jason Bourne                       | Ook scenario         |
| 2019 | Fast & Furious: Hobbs & Shaw       |                      |
| 2024 | IF                                 |                      |

## Prijzen en nominaties
| Prijs                 | Jaar | Categorie                                                                     | Werk                        | Uitslag     |
| --------------------- | ---- | ----------------------------------------------------------------------------- | --------------------------- | ----------- |
| Academy Award         | 2007 | Beste montage                                                                 | United 93                   | Genomineerd |
| Academy Award         | 2008 | Beste montage                                                                 | The Bourne Ultimatum        | Gewonnen    |
| Academy Award         | 2014 | Beste montage                                                                 | Captain Phillips            | Genomineerd |
| BAFTA Award           | 2007 | Beste montage                                                                 | United 93                   | Gewonnen    |
| BAFTA Award           | 2008 | Beste montage                                                                 | The Bourne Ultimatum        | Gewonnen    |
| BAFTA Award           | 2014 | Beste montage                                                                 | Captain Phillips            | Genomineerd |
| Critics' Choice Award | 2014 | Beste montage                                                                 | Captain Phillips            | Genomineerd |
| Eddie Award           | 2007 | Best bewerkte speelfilm - dramatisch                                          | United 93                   | Genomineerd |
| Eddie Award           | 2008 | Best bewerkte speelfilm - dramatisch                                          | The Bourne Ultimatum        | Gewonnen    |
| Eddie Award           | 2014 | Best bewerkte speelfilm - dramatisch                                          | Captain Phillips            | Gewonnen    |
| Emmy Award            | 2001 | Uitstekende beeldbewerking met één camera voor een miniserie, film of special | Anne Frank: The Whole Story | Genomineerd |
| Satellite Award       | 2007 | Beste montage                                                                 | The Bourne Ultimatum        | Genomineerd |